# 吉野裕行の超ラジ!
『Voice of A&G Digital 吉野裕行の超ラジ!』（よしのひろゆきのちょうラジ）は、2007年10月2日から2010年9月28日まで超!A&G+で生放送されていたラジオ番組。パーソナリティは、吉野裕行（愛称：よっちん）。

## 概要
超!A&G+で放送される生放送の帯番組「超ラジ!」の火曜担当番組。「こんつぁ」という独特のあいさつを使う。番組でのメール採用者へのノベルティは「超ラジステッカー」（希望者のみ）。また、吉野が気に入ったメールには「ゴール」と称してサイン入り番組特製ポストカードを送付（希望者のみ）。
他の曜日ではカットされている「ゴールドサポーター」のお知らせや携帯サイト「モバイル文化放送」との連動がある唯一の曜日である。そのため、番組ブログは吉野自身ではなく担当の人物が番組ブログを更新している。
番組内で曲を流すとき、楽曲に関する詳細な情報（曲名、歌手、発売日、タイアップなど）が画面上に表示されることが多い。これは、『伊藤かな恵の超ラジ!Girls』とともに火曜日独自の特徴といえる。

## 放送時間
放送時間
- 2007年10月2日 - 2008年4月1日
火曜日 17:30 - 19:00（リピート放送：火曜日 22:30 - 24:00、水曜日 7:30 - 9:00、12:30 - 14:00）
- 2008年4月8日 - 2009年3月31日
火曜日 18:30 - 20:00（リピート放送：火曜日 24:30 - 26:00、水曜日 8:30 - 10:00、14:30 - 16:00）
- 2009年4月7日 - 4月28日
火曜日 19:30 - 21:00（リピート放送：水曜日 14:30 - 16:00、土曜日 14:30 - 16:00）
- 2009年5月5日 - 6月30日
火曜日 19:30 - 21:00（リピート放送：水曜日 14:30 - 16:00、土曜日 13:00 - 14:30）
- 2009年7月7日 - 2010年9月28日
火曜日 19:30 - 21:00（リピート放送：水曜日 14:30 - 16:00、土曜日 12:00 - 13:30）

## コーナー
吉野Worker
毎回1つの職業にピックアップしてその職業にまつわるメールを紹介するコーナー。
リスナーからはその職業に関する思い出や苦労話などのエピソードを募集。もしその職業の人物がリスナーの家族やご近所にいれば直にエピソードが聞けるので、採用率が高くなる。しかし職業によってはその時間勤務中だったりして聞けないリスナーも多い（特に飛行機関係の職業など）。
何でもBESTイレブン・吉野JAPAN
ありとあらゆるジャンルのBESTイレブンを見つけるべく、吉野裕行を監督に見立て独自のサッカー理論を発言しながら世界に誇れる日本代表のイレブンを発掘して行こうと言うコーナー。リスナーからはサッカーの各ポジション（FW・MF・DF・GK）に入れるべき人物または名前をメールで募集している。
募集テーマは第1回から順に「男性声優」、「動物」、「文房具」、「おでんの具」、「電化製品」、「おにぎり」、「漢字」、「ヘアースタイル」、「お弁当の具」。
なお、2008年12月30日、2010年1月5日放送では特別編としてゲストの入野自由、森訓久、保村真とともに「酒のつまみ」のBESTイレブンを決定した。
クッククイズ‐あの時の超ラジ!‐（2010年1月12日放送分 - ）
- 記憶力が低い（？）事で知られる吉野裕行が、過去の「吉野裕行の超ラジ!」の放送分から出題される問題（全5問）に、記憶を辿り想い出しながら答えていくコーナー。吉野への救済措置として、「番組ブログの閲覧」、リスナーからの「記憶メール（出題放送回のエピソードや感想）」、リスナーとの「お助けテレフォン（生電話）」の3つがある。救済措置のうち「記憶メール」「お助けテレフォン」で見事吉野が正解した場合は、手助けしたリスナーにゴールがプレゼントされる。また、全問正解の場合はその日の「吉野裕行の超ラジ!」に寄せられたメール全てをゴールとみなし、番組ステッカーがプレゼントされることになっている。1問につき1ポイントが加算され、その合計が50ポイントを達成すると、番組からご褒美がもらえることになっている。
- 開始当初は1ヶ月前の放送分から問題が出されていたが、2010年3月23日放送分で2010年2月23日放送分の問題を全問正解したため、翌週2010年3月30日放送分からは1年前の放送分より問題が出題されている。
- 2010年6月15日放送分で見事通算50ポイントを達成したため、50ポイント達成のご褒美として、2010年6月29日放送分の「吉野Worker」で美容師をテーマに取り上げた際、番組の生放送中に吉野の髪をゲストの女性美容師の方に直接カットしてもらった。
- 2010年6月22日放送分より2ndステージに突入。それまでのポイントがリセットされ、問題が難しくなるなど、吉野の苦戦が予想されたが、2010年8月31日放送分の終了時点で22ポイントを達成するなど、順調に好成績を修めていった。
- しかし、2010年9月7日放送分の冒頭で「超ラジ!」全体の放送終了が発表され、コーナー自体の存続が危ぶまれたが、「何でもBESTイレブン・吉野JAPAN」を終了させ、問題数を10問に増やした結果、9月7日放送分で通算27ポイント、9月14日放送分で通算32ポイントを達成した。
- 2010年9月21日に文化放送サテライトプラスで行なわれた公開生放送では、ゲストの保村真にもクイズの回答に参加してもらい、保村がクイズに正解すると5ポイントがもらえると言う特別ルールを用意した。結果は、正解数7問のうち保村が2問、吉野が5問正解し、15ポイントをゲットしたものの、通算50ポイントを達成する事が出来ず、ご褒美は翌週に持ち越しとなった。
- 番組最終回の2010年9月28日放送分では、前回の放送で通算ポイント数が50ポイントに達せず、残り4ポイントゲットを賭けて挑んだ結果、リスナーからのお助けテレフォンや、構成作家の坂本が正解の書かれてあった問題用紙を吉野に渡してしまうと言うアクシデントもあり、あっさり通算50ポイントを達成した。そして、50ポイントを達成したご褒美として、吉野が以前から気になっていたと言うある人物をゲストに招く事になった（後述）。

### 終了したコーナー
僕らのジェネレーション
毎回ひとつの年代にスポットを当て、吉野自身の思い出とともに当時の流行やリスナーの思い出を紹介するコーナー。
知らぬが仏、みずから学べ
男女で考え方に違いが出るようなアンケートを行い、その結果を予想することで吉野の女性心理を理解する力を向上させていこうというコーナー。アンケートは5択で対女性限定に行われ、男性リスナーは吉野とともに結果の予想をする。また、水曜日パーソナリティである飯塚雅弓へのリレーメッセージのネタにも使われていた。
今週の7分の1
　第1回放送しか出来なかった幻のコーナー。1週間で起こった主な出来事を7つ用意し、その中から吉野裕行が1つ選び、その話題についてトークを繰り広げていた。
リレーメッセージ
月曜「超ラジ!」担当の喜多村英梨からのメッセージが流れる。
ただし、2008年1月1日放送分と2008年12月30日放送分は番組スタッフ一部の年末年始休暇による事前収録・録画放送のためコーナー休止。
ゲット・ザ・トゥルー
文化放送のアナウンサー（初代：水谷加奈、2代目：伊藤佳子、3代目：濱本りか）が出題する「ダウト情報の混じった選択肢」を出題。それに対して、よっちんこと吉野がリスナーからのテレホンでトゥルー情報のヒントを教えてもらったり、吉野自らトゥルー情報を導き出しダウト情報を引かないように答えて行くコーナー。
不正解となった場合1ポイントずつ加算され、ある程度たまると番組スタッフから吉野に対して「罰ゲーム」の指令が出されて生放送中に買い出しをすることになってしまう。

## スペシャル放送
年末年始調整やスケジュールの関係での収録放送時、或いは記念回の放送時などは通常とは異なるプログラムでの放送をおこなっている。
- 2007年11月13日放送　初の録音放送。リスナーからのリクエスト曲を多数かけるという構成に。
- 2007年12月11日放送 - 「吉野裕行改造計画第一弾・デイブレイクス・マデニタベル!!」
- 2008年1月1日放送 - 「目指せ優勝!新春ワールドカップ ウイニングイレブン大会2008」

コナミの『ウイニングイレブン』の全面協力で行なわれた。これは12月30日放送分も同様である。
- 2008年1月29日放送 - 「吉野裕行改造計画第二弾・タイム・鈍感!」
- 2008年3月4日放送 - 「吉野裕行改造計画第三弾・体を張ってメールをトリニティスペシャル!!」
- 2008年9月9日放送 - 「50回放送記念『ゲット!ザ・トゥルー』スペシャル」

オープニング直後からいきなり、水谷加奈アナウンサーの声が流れて、「ゲット!ザ・トゥルー」スペシャルで90分間生放送されていた。この日の放送は過去50回分の番組内容からダウト情報の混じった選択肢を次々と出題され、その中からトゥルー情報を導き出して行くという問題が6問出題された。
番組スタッフからの条件だと19:50までに4勝していれば、罰ゲーム回避。3勝以下の場合は、番組スタッフからの罰ゲーム指令が下されるという構成だった。1問目は番組オープニング直後に問題が出されて不正解、2問目はリレーメッセージの途中で問題が出されてリスナーからのテレホンを使いヒントを聞きだしたが、不正解、と前半は2敗。中半になって正解するも、あと一歩で「罰ゲーム回避」の所まで来たが、最後の問題に不正解し、番組生放送中に1階のコンビニ「ローソン」へ買い出しすることになった。なんとか番組のエンディングまでに間に合い最悪の事態を避けられた。
- 2008年12月30日放送 - 同年1月1日放送のリベンジ・「ウイニングイレブン大会」
- 2009年2月10日放送 -「吉野裕行誕生日スペシャル」

誕生日として自由に使える時間を15分をプレゼント。吉野はその時間を使ってスタッフの紹介を行った。スタッフは本当に何も聞かされないまま、いきなりスタジオ内に呼ばれトークをすることになった（吉野裕行の超ラジ!ブログより）。
- 2009年5月5日放送 -「子供の日スペシャル」

メールテーマをすべて「子供の日」に関係するものに設定し、どのテーマのメールを読むかを流鏑馬に見立てた（吉野の座る椅子に馬のマスクが付いている）回転ダーツで決定した。
- 2009年7月7日放送 -「七夕スペシャル」

リスナーから願い事を募集し、吉野がそれを短冊に認め笹に吊した（後、その短冊はリスナーへ送られた）。また七夕をテーマにしたショートドラマ（構成作家の坂本作）も披露した。
- 2009年8月18日放送 -「ゲストスペシャル」

100回記念を次週に控え、前夜祭として生放送では初のゲストを招いて放送された。また、吉野が主演している『劇場版 ヤッターマン 新ヤッターメカ大集合! オモチャの国で大決戦だコロン!』の主題歌を歌うステレオポニーからの動画メッセージも紹介された。
- 2009年8月25日放送 -「100回記念放送」

「挨拶が『こんつぁ〜』ではなく『ちょら〜っす』である」「超ラジ!girlsのジングルが流れる」等普段の番組との「間違い探し」が行われる。また、BBQR版（いつもは吉野ワーカーが抜粋されている）の10分を合わせて100分放送と銘打ち、そのBBQR版の10分間で間違い探しの答え合わせがなされるという構成であった。
（ちなみに、間違い探しの答えは上記二つ以外に「オープニングトークを吉野ではなく保村真が吉野裕行として喋っている」、「番組途中に「吉野裕行の超ラジ!、この番組はリスナーの皆さんの提供でお送りします」という提供が読み上げられる」、「途中、事前に録音した音声に合わせて画面上で口パクや動作をしていた部分がある」「途中、吉野がスタジオブースではなく、外のディレクター席に座って放送した部分がある」）

## ゲスト
- 2008年1月1日放送
- 2008年12月30日放送
- 2009年12月29日放送＆2010年1月5日放送
  - 入野自由、森訓久、保村真

※ 上記3名は、いずれも「ウイニングイレブン大会」が行われた放送回のゲスト。
- 2009年8月18日放送
  - 鈴木達央、石川智晶、高橋広樹
- 2009年8月25日放送
  - 保村真

※ 放送中はオープニングトーク後まったく触れられることなく、BBQR版での呼び込みとなった。
- 2010年3月9日放送
  - 諏訪部順一

※番組冒頭から数分間の飛び入り出演（「諏訪部順一の電気人間エルパソ」の収録を兼ねて諏訪部が文化放送へやって来た所を吉野が見つけて飛び入りで出演した）。
- 2010年5月11日放送
  - 鷲崎健
- 2010年9月21日放送
  - 保村真

※番組としては最後の公開生放送。ゲスト出演回数最多記録を誇る保村がゲストとして登場。また、番組冒頭の数分間は、保村が姿の見えない吉野の喋る口調に合わせて口パクで喋り、その後机の下から吉野本人が登場した。
- 2010年9月28日放送
  - 日置秀馬、粕谷雄太、河本啓佑

※吉野がクッククイズ（2ndシーズン）で50ポイントを達成したため、50ポイント達成のご褒美として、かつて同番組の後に放送されていた「プラス+プラス（第1期）」のパーソナリティーであった、日置・粕谷・河本の3人がゲストで登場。当時番組内で流れていた「プラス+プラス」の番宣CMは吉野に呼びかける形で流されていたため、吉野も以前から気になっていたという。ちなみにこれが「吉野裕行の超ラジ!」としては最後のゲストとなった。

## 簡易動画配信以降の動き
- 2008年10月7日の第54回放送分から他の曜日と同様に簡易動画配信での生放送・およびリピート放送が開始されたが、火曜「超ラジ!」はあくまでも吉野の顔をアップに出さず、お遊び感覚で映像に映したい画像をリスナーから募集し、採用している。なお、火曜「超ラジ!」では番組内でかかる楽曲を動画でご覧の皆様には曲目名・歌手名を表示して放送されている。（第54回放送分では番組構成作家が画像で紹介されている場面もあった。）
- 2009年1月20日の第69回放送分は本来最初のCM明けに本来コーナーとしてあるべき「月曜日の喜多村英梨からのリレーメッセージ」はなく、番組が進行されていったが、番組開始から1時間1分後の「ゲットザトゥルー」コーナー明けに「今週の超ラジ!超プッシュ!」のコーナーでかけていた「Guilty Future」/喜多村英梨の1コーラス流したところで、ようやくリレーメッセージが流れた。しかし、喜多村からの質問に対して吉野は「JR&Bって何ですか?」と答えていた。
- 2009年3月17日の第77回放送分リピート放送3回目に当たる2009年3月18日14:30-16:00枠は15:00-16:00で東京ビッグサイトで行なわれている「東京国際アニメフェア2009」の初日ビジネスデーの模様を現地から生放送・生中継する「カウントダウンto東京国際アニメフェア2009」の特別番組放送のため休止となる。
- 2009年4月14日の第81回放送分は吉野がランチパックのラジオCMでお世話になっている山崎製パンから「ヤマザキ・ランチパック」の大量の差し入れが届いて吉野は大喜びしていた。なお、この放送で差し入れされたものの一部が、2009年4月21日放送の『伊藤かな恵の超ラジ!Girls』にお裾分けされた。
- 2009年8月4日の第97回放送分は予告もなしに1階のサテライトプラススタジオから90分生放送で行なっていた。そのため一部のコーナーについては「8スタさん、お願いします。」と、第8スタジオでお留守番をしている技術スタッフへ合図を出していた。当日の映像はサテライトスタジオの脇を通過する山手線・京浜東北線の電車映像が頻繁に映し出されていた。
- 2009年の生放送は第117回の12月22日放送分で締めて、年末進行に伴う収録放送期間を1週前倒しし「さよなら2009こんつぁー2010　ウイニングイレブン大会2」を2週にわたって放送。2010年最初の生放送は第120回の1月12日放送分からのスタートだった。
- 2010年2月2日の第123回放送分の映したい映像には桃屋の瓶詰製品3品を生放送中に食べるという商品宣伝の場と化していた。その中でも「辛そうで辛くない少し辛いラー油」は番組スタッフや吉野のお気に入り商品となっている。
- 2010年3月23日の第130回放送分最終リピートに当たる2010年3月27日12:00-13:30枠は9:30-16:30で東京ビッグサイトから行なわれている「東京国際アニメフェア2010超!ステーションスペシャル」の1日目生中継特番放送のため休止となった。
- 2010年3月30日の第131回放送分は番組冒頭が8スタを飛び出して東京タワー近くの増上寺付近から夜桜の生中継で番組がスタートした。そのため番組冒頭はスタジオの中には誰もいなかった。（スタッフブースでディレクターの日比野君がいるのみという状態で番組が進行していた。構成作家やプロデューサーは吉野と同行で外中継先に出かけていた。）このため、「吉野Worker」はこの日コーナー休止となった。
- 2010年9月21日に行なわれた番組最後の公開生放送に於いて、いつもの「超ラジ!」のジングルではなく、「超ラジ!Girls」のジングルが間違って流された事が度々あった。